# Calcogen
Calcogenii sunt elementele chimice din grupa 16 a tabelului periodic. Grupa este cunoscută și sub numele de familia oxigenului sau grupa oxigenului. Consistă în elementele oxigen (O), sulf (S), seleniu (Se), telur (Te) și elementul radioactiv poloniu (Po). Se crede că elementul sintetic numit livermoriu (Lv) poate fi calcogen, având în vedere poziția sa în tabelul periodic.